# 2017 في إندونيسيا
فيما يلي قوائم الأحداث التي وقعت خلال عام 2017 في إندونيسيا.

## سياسة

### انتهاء فترة المنصب
- 9 مايو – باسوكي تجاهاجا بورناما حاكم جاكرتا.

## رياضة
- 1 أكتوبر – بطولة العالم لكرة الريشة للناشئين 2017

## وفيات

### أكتوبر
- 15 أكتوبر – تشويرول هودا (مواليد 1979) لاعب كرة قدم إندونيسي.